# デジタルガーデン
株式会社デジタル・ガーデン（英: DIGITAL GARDEN INC.）は、テレビCMを中心に映像制作に関する、撮影・CG・映像編集・音声編集を中心としたポストプロダクション業務、 VR・ARなどのインタラクティブコンテンツの開発、 その知見を活かして製品の輸入販売も行なっている。 
また、日本国内での仕事のみならず、海外のVFX会社・ポストプロダクション会社との業務提携も行っている。

## 沿革
- 1998年5月 - TV-CM制作大手の株式会社葵プロモーション(現：AOI Pro.)により東京都品川区[1]に設立。
- 2006年6月 - 現在の天現寺橋交差点側に移転。MA室新設。編集室増設。資本金を6,000万円に増資[1]。
- 2006年10月 - 社団法人日本ポストプロダクション協会に加盟[1]。
- 2007年2月 - 社団法人日本アド・コンテンツ制作社連盟に賛助会員として加盟[1]。
- 2007年8月 - 社団法人全日本シーエム放送連盟に賛助会員として加盟[1]。
- 2008年10月 - アメリカのポストプロダクション大手Company 3およびVFX大手Method Studiosと業務提携[2]。
- 2009年5月 - 新たに編集室を増設、サテライトオフィスを増床CGI部が本社より移転[1]。
- 2010年8月 - 本社ビル2Fフロアーを増床し、新たに4編集室／1MAルーム等を新設。これにより11編集室、2MA ルームとなる[1]。
- 2010年4月 - 代表取締役社長が松本洋一から足立晋一に交代。
- 2013年1月 - Company 3社のカラリストによるカラーグレーディングを開始[1]。
- 2013年9月 - PLAZAオフィスを開設。編集室を増設。サウンドデザインスタジオを新設。資本金を現在の3億円に増資[1]。
- 2013年10月 - 新たに編集室を増設、プラザオフィスを増床。CGI部をサテライトより移転しサテライトオフィス閉鎖、新たに9編集室／1MAルーム等を新設。
- 2015年10月 - 本社ビル2Fフロアーを増床。新事業部Digital Shooting Divisionを設立[1]。
- 2016年2月 - イギリスのVFX大手ムービング・ピクチャー・カンパニーと業務提携[3][4]。
- 2021年1月 - 株式会社TREE Digital Studioに商号変更。株式会社TTR、株式会社メディア・ガーデンを吸収合併。

## 主な実績

### CM
- キーコーヒー - TOARCO TORAJA「POOR JAPAN」編
- DESCENTE KOREA - Le coq sportif ブランドCM
- トヨタ自動車 - ラクティス「ビッグシェア」
- ニトリ - ダブルクッションタイプベッド「寝心地アレンジベッド」編
- 日本野球機構 - 「夢へのキャッチボール/オールスタッフ」編
- パナソニック - VIERA「スマートビエラ登場」篇「スマートAVライフ もっとTV」編
- BMW株式会社 - アクティブツアラー CM
- ブリヂストンスポーツ - TOURSTAGE X01「12分割」編
- 本田技研工業 - 「Sound of Honda/Ayrton Senna 1989」
- モンデリーズ・ジャパン - リカルデント「味長持ち」編
- ヤンマー - 「地球学校 2013 食」編
- ユニリーバ・ジャパン - モッズヘア「2012 HC トリプルヒート」編

### 映画
- 映画：手紙
- 帝一の國(フジテレビムービー 2017年 永井聡監督)

### ミュージックビデオ
- WORLD ORDER - 「HAVE A NICE DAY」